# Broxbourne
Pour la circonscription électorale, voir Broxbourne (circonscription britannique).
Broxbourne est une ville du Hertfordshire, en Angleterre, située à une trentaine de kilomètres au nord de Londres. Au moment du recensement de 2001, sa population était de 13 298 habitants.
La population de Broxbourne a voté en majorité pour la sortie d' l'Union européenne lors du Référendum du 23 juin 2016.